# Alleghenyville
Alleghenyville é um local censo-designado (CDP) em Brecknock Township, Berks County, Pensilvânia. Está localizado perto da linha do condado de Lancaster e é atendido pelo Distrito Escolar do Governador Mifflin. Até o censo de 2010 a população era de 1.134. 